# كريستيان أولسن
كريستيان اولسن (بالدنماركية: Christian Olsen)‏ (و. 1983  م) هو لاعب كرة قدم، من الدنمارك، يلعب كمهاجم.